# Radio 538
Radio 538 är en nederländsk radiostation. Det är Nederländernas största radiostation, med ett marknadsandel på ungefär 12%. 1992 startades Radio 538 av en grupp Veronica-discjockeys, med Lex Harding som ledare. Namnet kommer från våglängden radiostationen Veronica använde på 70-talet.
Stationen sänder bland annat radioprogrammet Dance Department, som är känt över hela världen för sin podcast som kommer ut en gång i veckan. I programmet spelas techno- och trancelåtar, som mixas av programledaren Dennis Ruyer och av andra kända DJ:s, som Armin van Buuren, Tiësto och Axwell.